# بولين أثرتون كوكرين
بولين أثرتون كوكرين (بالإنجليزية: Pauline Atherton Cochrane)‏ هي أمينة مكتبة أمريكية، ولدت في 2 ديسمبر 1929.